# Розенбергер, Отто Август
Отто Август Розенбергер (нем. Otto-August Rosenberger; 10 августа 1800, Тукумс, Курляндская губерния — 23 января 1890, Галле, Германия) — немецкий астроном.
Иностранный член Лондонского королевского общества (1835).

## Биография
Отто Август Розенбергер родился 10 августа 1800 года в Тукумсе. В 1811 году переехал с отцом-врачом в Кёнигсберг, где в 1819—1825 изучал астрономию. Был учеником Фридриха Вильгельма Бесселя, под началом которого работал ассистентом в кёнигсбергской обсерватории. 
С 1826 года — профессор математики и сотрудник обсерватории Университета Галле. В 1837 году награждён Золотой медалью Королевского астрономического общества Британии. Известна его переработка измерений французских академиков (лапландская экспедиция в 1736 году), восстановившая всё значение их результатов, а также предвычисление появления кометы Галлея в 1835 году. 
В 1879 году отошёл от преподавательской деятельности. 
Отто Август Розенбергер умер 23 января 1890 года в Галле.
В его честь был назван кратер на Луне.